# 新北市區公車572路線
新北市區公車572路線目前由台北客運營運，起點為延和廣場，終點為南天母。

## 簡介
- 原新北市區公車F603路線免費假日休閒公車[2]。
- 2020年1月1日起，更名為新北市572公車，並開始收費。[3][4]
- 2025年06月02日起，新增停靠「南天母路52巷口」雙向站位。[5]

## 路線
『永豐路口』至『安和國小』間站位建議於往南天母方向站位候車，因交通狀況不定，時間來不及時將會由『清水國小(清水路)』站位後直接進入『金城路口』

## 歷代用車

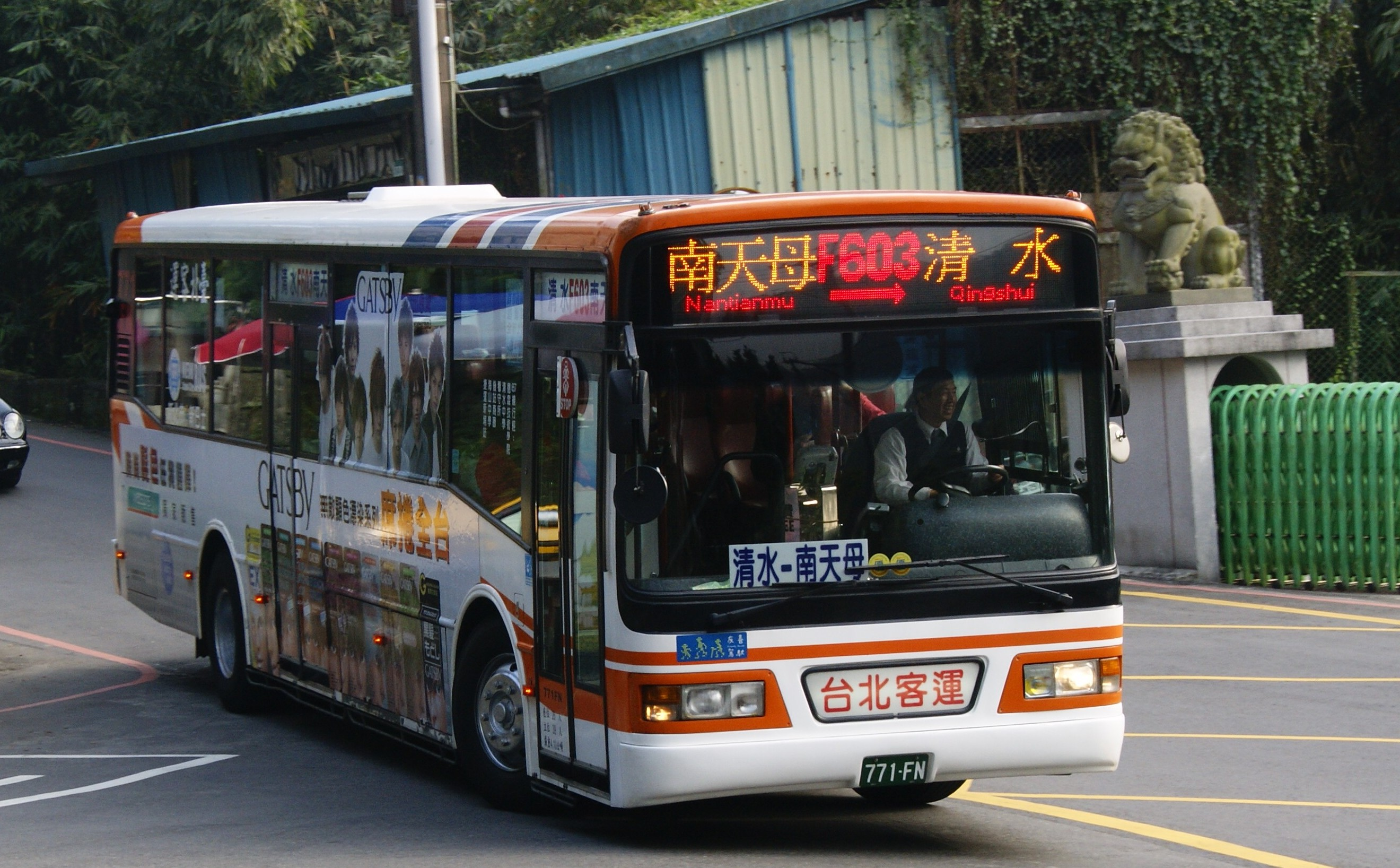
因配車於2015年底汰換，故此改配無障礙低地板公車服務
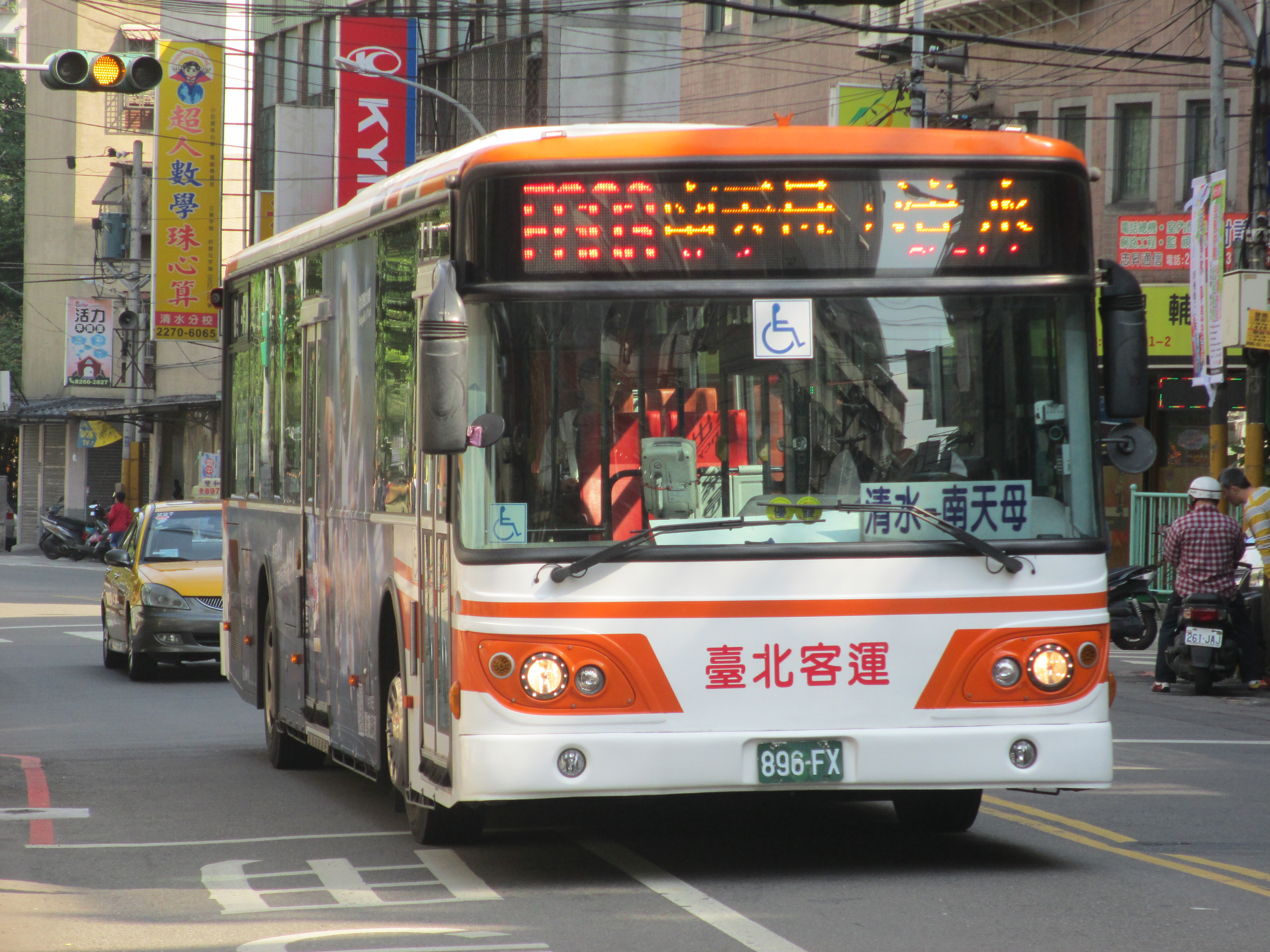

## 外部連結
- 台北客運 （页面存档备份，存于）
- 大臺北公車572 （页面存档备份，存于）
- 暢行台北公車客運資訊站的Facebook專頁